# Camponotus sericatus
Camponotus sericatus é uma espécie de inseto do gênero Camponotus, pertencente à família Formicidae.